# NGC 2830
NGC 2830 is een balkspiraalstelsel in het sterrenbeeld Lynx. Het hemelobject werd op 13 maart 1850 ontdekt door Johnstone Stoney, assistent van de Ierse astronoom William Parsons.

## Synoniemen
- UGC 4941
- MCG 6-21-14
- ZWG 181.23
- Arp 315
- PGC 26371